# تبريد كهروحراري

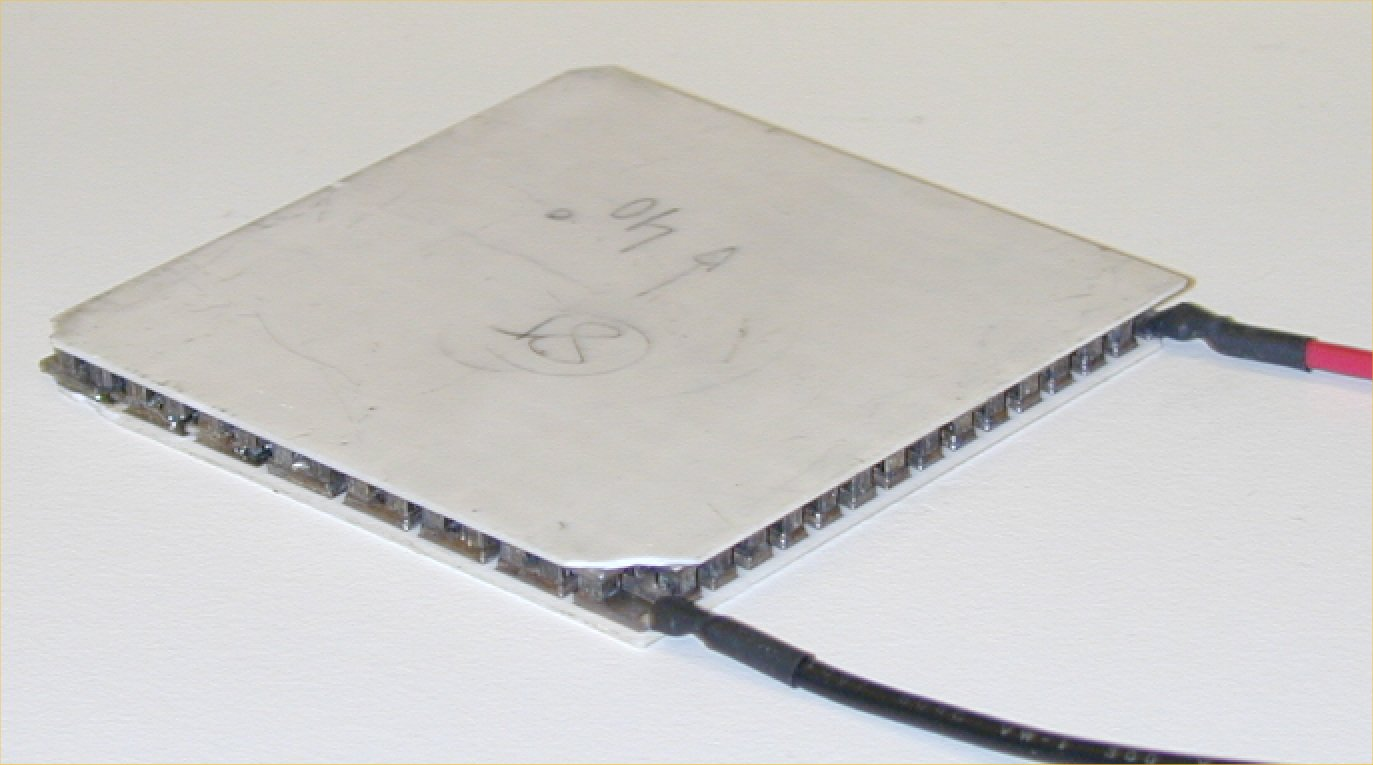

التبريد الكهروحراري أو التبريد الكهرحراري يستخدم ظاهرة بيلتيير لتوليد تدفق حراري عند المنطقة الواصلة بين نوعين مختلفين من المواد. المبردات والمسخنات والمضخات الكهروحرارية هي مضخات حرارية في الحالة الصلبة تنقل الحرارة من طرف إلى آخر، مع استهلاك للطاقة الكهربائية، حسب اتجاه التيار. تدعى هذه الآلات أيضًا أجهزة بيلتيير أو مضخات بيلتيير الحرارية أو برادات الحالة الصلبة أو مبردات كهروحرارية. يمكن استخدامها إما للتسخين أو التبريد، مع أن التبريد هو الاستخدام الشائع عمليًّا بشكل رئيسي. يمكن استخدامها أيضًا كمتحكمات بدرجة الحرارة يمكنها التبريد والتسخين.
هذه التكنولوجيا أقل استخدامًا بكثير من التبريد التبخيري الانضغاطي المستخدم بشكل شائع. أهم ميزات مبردات بيلتيير مقارنةً بالتبريد التبخيري الانضغاطي عدم حاجتها لا لقطع متحركة ولا لسائل يعمل في دارة، وعمرها الطويل جدًّا، وعدم قابليتها لحدوث تسربات، وحجمها الصغير، وشكلها المرن. وأهم مساوئها ارتفاع السعر عند ثبات السعة التبريدية، ومردودها الطاقي المنخفض. يحاول العديد من الباحثين والشركات تطوير مبردات بيلتيير تكون رخيصةً وفعالة (مرتفعة المردود).
يمكن أيضًا استخدام مبرد بليتيير كمولدة كهروحرارية. عند عمل الجهاز كمبرد، يُطبق فرق جهد على طرفي الجهاز، وبالنتيجة، يتشكل فرق في درجات الحرارة بين الطرفين. عند عمله كمولدة، يسخن أحد طرفي الجهاز إلى درجة حرارة أعلى من الطرف الآخر، وبالنتيجة، يتشكل فرق جهد بين الطرفين. ولكن، يكون مبرد بيلتيير متقن التصميم متوسط الأداء عند عمله كمولدة كهروحرارية، والعكس بالعكس؛ بسبب فرق متطلبات التصميم والتغليف بين المولدة والمبرد.

## مبدأ العمل
تعمل المبردات الكهروحرارية على مبدأ بيلتيير (الذي يُدعى أحيانًا باسم أكثر شمولًا هو: الأثر الكهروحراري). للجهاز طرفان، وعند جريان تيار مستمر عبر الجهاز، فإنه يحضر الحرارة من أحد الطرفين إلى الآخر، بحيث يبرد أحد الطرفين في حين يسخن الآخر. يرتبط الطرف «الساخن» بمصرف حراري بحيث يبقى عند الدرجة الحرارة الجوية، في حين يبرد الطرف البارد على ما دون درجة حرارة الغرفة. في بعض التطبيقات الخاصة، يمكن تجميع عدة مبردات معًا للحصول على درجة حرارة أقل، ولكن المردود الكلي ينخفض بشدة.

## التركيب

### التصميم
يُستخدم نصف ناقلين مختلفان، أحدهما من النوع السالب والآخر من النوع الموجب؛ لأن عليهما أن يمتلكا كثافات إلكترونية مختلفة. يتصل العمودان نصف الناقلين (الموجب والسالب) حراريًّا على التوازي ويتصلان كهربائيًّا على التسلسل ومن ثم يتصلان بصفيحة ناقلة للحرارة على كل طرف، عادةً ما تكون سيراميكية لإلغاء الحاجة إلى عازل منفصل. عند تطبيق جهد على الأطراف الحرة للعمودين نصف الناقلين هناك تدفق تيار مستمر عبر وصلة نصف الناقلين يسبب فرقًا في درجات الحرارة. يمتص الطرف ذو صفيحة التبريد الحرارة التي تنتقل بعد ذلك من خلال نصف الناقل إلى الطرف الآخر من الجهاز. تتناسب القدرة التبريدية للوحدة الكلية عند ذلك طردًا مع المقطع العرضي الكلي لكل الأعمدة، ويتصل العديد منها في كهربائيًّا في سلسلة لخفض التيار الذي تتطلبه المستويات العملية. طول الأعمدة يحتاج الموازنة بين الأعمدة الأطول التي يكون لديها مقاومة حرارية أعلى بين الطرفين وتسمح بالوصول إلى درجة حرارة أقل لكنها تنتج حرارة أومية أكثر (حرارة ناتجة عن المقاومة)، والأعمدة الأقصر التي يكون لديها مردود كهربائي أعلى لكنها تسمح بتسرب مقدار حرارة أكبر من الطرف الساخن إلى البارد بالتوصيل الحراري. تكون الأعمدة الأطول أقل مردودًا بكثير من وضع عدة وحدات منفصلة متدرجة الكبر من الأصغر إلى الأكبر عند فروق أكبر في درجات الحرارة، تصبح الوحدات أكبر لأن كل طبقة عليها أن تزيل كلًّا من الحرارة التي حركتها الطبقة الأعلى والضياع الحراري للطبقة نفسها.

### المواد
متطلبات المواد الكهروحرارية:[بحاجة لمصدر]
- أنصاف نواقل ذات ثغرة طاقية (فجوة نطاق) ضيقة بسبب العمل في ظروف درجة حرارة الغرفة
- ناقلية كهربائية عالية (لتخفيض المقاومة الكهربائية، التي تشكل مصدرًا لضياع الحرارة)
- ناقلية حرارية منخفضة (كي لا ترجع الحرارة من الطرف الساخن إلى البارد)؛ يعني هذا عادةً عناصرَ كيمائيةً أثقل.
- خلية وحدوية كبيرة، بنية معقدة
- شديدة اللاتناحي أو شديدة التماثل
- تركيبات معقدة

يجب على المواد المناسبة للتبريد الكهروحراري عال المردود أن تمتلك مزيجًا من ناقلية حرارية منخفضة مع ناقلية كهربائية مرتفعة. عادةً ما تقارن المواد من حيث جودة هذا المزيج عن طريق استخدام معامل جودة يعرف بالرمز ZT، وهو مقياس لفعالية ومردود النظام. تعطى معادلة ZT أدناه، حيث ألفا هي معامل سيبك، سيغما هي الناقلية الكهربائية وكابّا هي الناقلية الحرارية.
{\displaystyle \mathbb {Z} \mathrm {T} =(\alpha ^{2}\sigma \mathrm {T} )/\kappa }
قليلة هي المواد المناسبة لتطبيقات التبريد الكهروحراري بما أن العلاقة بين الناقلية الكهربائية والناقلية الحرارية غالبًا ما تكون علاقة موجبة. يعد إيجاد التطويرات في خفض انتقال الحرارة مع رفع الناقلية الكهربائية مجالًا خصبًا لأبحاث حقل علم المواد. تتضمن المواد الكهروحرارية شائعة الاستخدام التي تستعمل كأنصاف نواقل كلًّا من تيلوريد البزموت، وتيلوريد الرصاص، وجرمانيوم السيليكون، وخلائط البزموت والأنتيمون. والأكثر استخدامًا بينها هو تيلوريد البزموت. تُدرس الآن مواد جديدة مرتفعة الأداء بشكل مكثف لاستخدامها في التبريد الكهروحراري.
على العناصر الفعالة أن تكون في أغلفة معزولة، وأفضل شكل هندسي هو المستوي. عادةً ما يكون ذلك بوضعهم بين زوج من الألواح السيراميكية، سواءً كانت مغلفة (أم لا).

### الهوية والمزايا
تمتلك الأغلبية الساحقة من المبردات الكهروحرارية أرقام تعريف مطبوعة على الجانب المبرد.
تشير هذه الأرقام التعريفية العالمية بوضوح إلى الحجم، وعدد المراحل، وعدد الأزواج، والتيار مقاسًا بالأمبير.
يمكن إيجاد مبردات Tec1-12706 الشائعة جدًّا، ذات الشكل المربع بأبعاد 40 ميليمتر وارتفاع 3-4 ميليمتر، وشراؤها ببضعة دولارات، وتباع على أنها تستطيع تحريك 60 واط أو توليد فرق درجات حرارة بمقدار 60 درجة مئوية بتيار مقداره 6 أمبير. مقاومتها الكهربائية من رتبة 1-2 أوم.

## نقاط القوة والضعف
هناك العديد من العوامل التي تدعو إلى إجراء المزيد من الأبحاث في مجال التبريد الكهروحراري من بينها تخفيض الانبعاثات الكربونية وسهولة التصنيع. ولكن بضعة تحديات ظهرت لتواجه هذه التكنولوجيا.

### الفوائد
من الفوائد المهمة لأنظمة التبريد الكهروحراري أنها لا تمتلك أجزاء متحركة. إن انعدام الاهتراء الميكانيكي هذا بالإضافة إلى تقليل حدوث الانهيار بسبب الإجهاد والكسر الناتج عن الاهتزازات الميكانيكية والإجهادات يزيد من عمر خدمة هذه الأنظمة ويخفض متطلبات الصيانة. تظهر التقنيات الحديثة وقتًا متوسطًا بين الأعطال يزيد عن مئة ألف ساعة عند درجة الحرارة الجوية.
تقودنا حقيقة أن التحكم بأنظمة التبريد الكهروحراري يجري بواسطة التيار إلى سلسلة من الفوائد. فلأن تدفق الحرارة يتناسب طردًا بشكل مباشر مع التيار المستمر المطبق، يمكن إضافة الحرارة أو إزالتها مع تحكم دقيق باتجاه ومقدار التيار الكهربائي. على عكس الطرق التي تستخدم التسخين بالمقاومة الكهربائية أو التبريد بالمقاومة الكهربائية والتي تتضمن وجود غازات، فإن التبريد الكهروحراري يسمح بنفس درجة التحكم بجريان الحرارة (من وإلى النظام المتحكم به). بسبب هذا التحكم الدقيق ثنائي الجهة بجريان الحرارة؛ يمكن أن تصل دقة درجات الحرارة للأنظمة المتحكم بها إلى أجزاء من الدرجة، وتصل غالبًا إلى دقة مللي كلفن mK في شروط المخبر. أشكال أجهزة التبريد الكهروحراري أيضًا أكثر مرونة من غريمتها الأكثر تقليدية. يمكن استخدامها في أوساط ذات مساحات أقل أو شروط أكثر قساوة من تلك التي تتحملها البرادات العادية. تسمح القدرة على تفصيل شكلها الهندسي بتوصيل تبريد دقيق إلى أماكن صغيرة جدًّا. كل هذه العوامل تجعلها خيارًا شائعًا في التطبيقات العلمية والهندسية عالية المتطلبات التي لا تهتم بشكل أساسي بالكلفة والوصول إلى المردود الطاقي الأعظمي.
من فوائد التبريد الكهروحراري أيضًا عدم استخدام وسائط تبريد في عمله. قبل منع استخدامها ساهمت بعض أولى وسائط التبريد كالكلوروفلوروكربونات (سي إف سي) بشكل كبير في نضوب طبقة الأوزون. للكثير من وسائط التبريد المستخدمة اليوم أيضًا أثر بيئي كبير على احتمالية حدوث الاحترار العالمي أو أنها تحمل أخطارًا أخرى معها.

### المساوئ
لأنظمة التبريد الكهروحراري عدد من المساوئ الملاحظة. أهمها محدودية فعاليتها الطاقية (مردودها) بالمقارنة مع أنظمة التبريد التبخيري الانضغاطي المعتادة، وحدود التدفق الحراري الكلي (جريان الحرارة) الذي يمكنها توليده لواحدة المساحة.